# Лукаш Шкречко
Лукаш Шкречко (словац. Lukáš Škrečko; народився 17 липня 1987 у м. Банська Бистриця, ЧССР) — словацький хокеїст, воротар. Виступає за ХКм «Зволен» у Словацькій Екстралізі.
Виступав за ХКм «Гуменне», ХК «Требішов», ХКм «Зволен».
У складі національної збірної Словаччини провів 1 матч.